# Balet Form Nowoczesnych AGH
Balet Form Nowoczesnych AGH – najstarszy zespół tańca nowoczesnego w Polsce, prezentuje taniec współczesny w oprawie  muzycznej różnych gatunków muzyki np: bluesowej, soulowej, jazzu  oraz muzyki klasycznej i współczesnej. Spektakle Baletu Form Nowoczesnych to połączenie tańca współczesnego i baletu.

## Historia
Zespół powstał w 1969 przy Akademii Górniczo-Hutniczej, założycielem był Jerzy Maria Birczyński, który pełnił funkcję choreografa i kierownika artystycznego. W grudniu 1969 zespół zadebiutował w programie telewizyjnym Telewizyjny Ekran Młodych, w lutym 1970 zdobył wyróżnienie na festiwalu młodych i debiutujących teatrów „START 70” (m.in. pokazał „Tren pamięci ofiar Hiroszimy” Krzysztofa Pendereckiego). W skład zespołu wchodzą studenci różnych krakowskich uczelni oraz młodzież krakowska. Z zespołem współpracowali znani choreografowie: Douglas Dunn z USA, David Earle z Kanady, oraz Karin Waehner, Kilina Cremona i Roger Meguin z Francji. W zespole tancerzy debiutowali: Agnieszka Glińska – choreograf, artystka sztuk wizualnych, twórca projektów plastycznych do spektakli baletowych, Agnieszka Łaska – wieloletnia tancerka i asystentka choreografa.
W 1988 nakręcono film „Kochanek Terpsychory” o założycielu zespołu Jerzym Birczyńskim, tańcu nowoczesnym w Polsce oraz dziejach Baletu Form Nowoczesnych, w reżyserii i na podstawie scenariusza Aleksandra Kuca.
Do 1999 w zespole łącznie wystąpiło około 8 tys. młodych ludzi, którzy opanowali elementy i techniki tańca nowoczesnego.

## Występy
Zespół brał udział w wielu festiwalach: Tanz Theater Tage w Heilbronn, Europäisches Hochschul-Tanz Theater-Treffen w Bochum, Jazz Jamboree, Jazz nad Odrą, Krakowski Festiwal Jazzowy, Dni Muzyki Kompozytorów Krakowskich (m.in. „Nokturn” Krzysztofa Knittla i Marka Chołoniewskiego, „Valle” Mehdi Mengjiqi), Festiwal Jazzowy „Raumori Meditteranei” w Roccella Ionica we Włoszech, Międzynarodowe Konkursy Choreograficzne we Francji i Szwajcarii, III Ogólnopolski Konkurs Tańca Scenicznego i Choreografii w Gdańsku, Łódzkie Spotkania Baletowe, „Fine Arts Festival” towarzyszący sympozjum Konferencja Bezpieczeństwa i Współpracy w Europie, Światowy Festiwal Młodzieży i Studentów w Moskwie, III Festiwal Sztuki Religijnej „Gaude Fest” w Ustroniu, Europejski Miesiąc Kultury w Krakowie, Kaliskie Spotkania Teatralne, I Krakowski Festiwal Tańca Współczesnego, World Art Underground w Wieliczce, Internationales Kulturfestival Weimar'99, Ballett-Gala w Norymberdze, XVI Festival Internacional de Danza Contemporanea '96 w San Luis Potosi, Fiestas Octubre ’96 „La Fantasia de la Danza” w Guadalajarze, III Festival Internacional de Arte Contemporaneo w Leon, Primer Festival Internacional Jaime Sabines w Tapachuli, Temporada 48 Sociedad Artistica Tecnologico w Monterrey.

## Nagrody i wyróżnienia
- Francuskie Towarzystwo Miłośników Sztuki „Le Quarteron”, medal
- Nagroda Artystyczna Młodych im. Stanisława Wyspiańskiego
- wyróżnienie na Konkursie Choreograficznym podczas Łódzkich Spotkań Baletowych,
- Złota Odznaka za Zasługi dla Ziemi Krakowskiej